# Социалистически интернационал
Социалистическият интернационал (СИ) е международна организация на партиите, които се стремят към „осъществяване на демократичния социализъм, така както е формулиран в Декларацията за целите и задачите на Социалистическия интернационал“. Социалистическия интернационал също се стреми към разширяване на отношенията между Социалистическия интернационал и социалистическите партии, които не са в списъка на членовете, но желаят сътрудничество.
Социалистическият интернационал възстановен във Франкфурт през юни 1951 г. Той е наследник на Социалистическия работнически интернационал, но неговите корени датират от още края на 19 век. Създаването на Социалистическия интернационал и приемането на принципен програмен документ очертава коренно различния път на социалдемокрацията в сравнение с комунизма – двете конфронтиращи се течения на социализма, които вече са разделени и като части на две противостоящи си световни системи.
Първоначално доминиран от Западноевропейски партии, днес в него членуват 162 партии от над 100 държави. Партията на европейските социалисти, европейска политическа партия, е асоциирана организация на Социалистическия интернационал, каквато е и европейската парламентарната група на Прогресивния алианс на социалистите и демократите.
Генерален секретар на СИ е Луис Аяла (Чили), който заема поста от 1989 г. насам. Настоящият президент на организацията е бившият министър-председател на Гърция Георгиос Папандреу. Секретариатът на Социалистическия интернационал се намира в Лондон и координира дейностите и инициативите на СИ, свиква заседания и конференции, дава изявления, изпраща съобщения за пресата и произвежда своите публикации.

## История
Първият Интернационал (Международно работническо сдружение) е основан в Лондон на 28 септември 1864 г. от социалистически, комунистически и анархистки политически групи и синдикати. Той е ръководен от Карл Маркс и Фридрих Енгелс. В програмните документи „Учредителен манифест“ и „Устав на I интернационал“ са развити основните принципи на марксизма. Напрежението между умерени и революционери води до официалното му разпускане през 1876 г. във Филаделфия. Вторият интернационал е сформиран в Париж на 14 юли 1889 г. като сдружение на социалистическите партии. Той е разпуснат през 1916 г., тъй като различните национални партии не поддържат единен фронт в Първата световна война.
Бернският интернационал е създаден през февруари 1919 г. по време на среща в Берн от страните, които искат да възкресят Втория интернационал. Обединява социалдемократическите партии на Австрия, Великобритания, Германия, Италия, Франция и др. През март 1919 г., на среща в Москва, комунистическите партии сформират Коминтерна (Трети интернационал). Част от страните, които не желаят да бъдат част от Бернския интернационал, сформират на конференция във Виена през 1921 г. 2 ½ интернационал. По-късно, през 1923 г., след сливане на Бернския интернационал и 2 ½ интернационал, се образува Социалистически работнически интернационал. Възходът на нацизма и началото на Втората световна война слагат край на Социалистическия работнически интернационал през 1940 г. Така Социалистическият интернационал се формира във Франкфурт през юли 1951 г. като наследник на Социалистическия работнически интернационал.
Декларацията за целите и задачите на Социалистическия интернационал (Франкфуртска декларация) от 1953 г. е от голямо значение за формулиране и развитие на социалистическите идеи. С тази декларация се поставя началото на идейна и програмна промяна, която изкристализира в пълен вид в програмите, приети от повечето главни социалдемократически партии (с изключение на италианските и японските социалисти) в края на 50-те и началото на 60-те години на ХХ век. Между 1957 г. и 1961 г. Лейбъристката партия, АСП, ГСДП, ШСДРП, ХПТ, СФИО (предшественицата на ФСП) одобряват нови програмни документи, които поставят нова идейна база под социалдемократическата политика.
Новият програмен облик на социалдемокрацията, възприел характеристиката „демократичен социализъм“, проличава най-ярко в Годесбергската програма на ГСДП. Този документ впоследствие получава и характер на нарицателно, когато става дума за поврат в програмното развитие на дадена партия.
В периода след Втората световна война СИ подпомага възстановяването на социалдемократическите партии в Португалия (1974 г.) и Испания (1975 г.) в процеса на изграждане на демокрация. До Женевския конгрес през 1976 г., СИ има едва няколко членове извън Европа и няма официално участие на партии от Латинска Америка. През 1980 г. Социалистическият интернационал оказва подкрепа на сандинистите в Никарагуа, където ляво ориентираното правителство не е одобрявано от страна на Съединените щати.
В края на 70-те г. и началото на 80-те г. на XX век СИ има редовни контакти и води дискусии с двете свръхсили в периода на Студената война – Съединените щати и Съветския съюз, по въпроси, отнасящи се до отношенията Изток-Запад, както и контрола на въоръженията.
СИ подкрепя разведряването и споразуменията за разоръжаване като САЛТ, СТАРТ и ИНФ. СИ има няколко срещи във Вашингтон с президента на САЩ Джими Картър и заместник-председателя Джордж Хърбърт Уокър Буш и в Москва с генералните секретари на СССР Леонид Брежнев и Михаил Горбачов. Делегациите на СИ по време на тези срещи са водени от финландския премиер Калеви Сорса.
Оттогава СИ признава за свои членове не само Сандинисткия либерален национален фронт, но също така и лявото крило на Пуерториканската партия за независимост, както и бивши комунистически партии като Левите демократи в Италия и Фронта за освобождение на Мозамбик.
След Тунизийската революция Конституционният демократичен сбор е изключен от СИ през януари 2011 г. По-късно същия месец Египетската национал-демократична партия също е изключена. В резултат на въоръжения конфликт в Кот д‘Ивоар от 2010 – 2011 г. Народният фронт на Кот д‘Ивоар е изключен от СИ през март 2011 г.

## Състав
Социалистическия интернационал се състои от:
- пълноправни членове – имат право на участие в обсъжданията и гласуване, както и задължението да плащат членска такса.
- консултативни партии – участват в обсъжданията и плащат членски такси, но нямат право на глас
- партии наблюдателки – имат право да присъстват и наблюдават задължителните срещи, плащат членска такса, но нямат глас при вземането на решения
- братски организации – като например Социалистическия интернационал на жените, Международен съюз на социалистическата младеж, Социалистически образователен интернационал и др.
- асоциирани организации – с международен и регионален характер, признати от Социалистическия интернационал, които имат право да участват в обсъжданията, но не могат да упражняват право на глас.

## Ръководни органи
Върховните решения на организацията се вземат от:
- конгрес (събира се на всеки 3 – 4 години) Делегациите на членуващите партии и братските организации се ограничават до осем лица, тези на консултативни партии и свързаните с тях организации – до четири, а тези на страните, които са със статут на наблюдатели – до три.
- съвет (включва всички партии и организации, събира се 2 пъти годишно) – състои се членовете на СИ, Социалистическия интернационал на жените, Международен съюз на социалистическата младеж, Социалистически образователен интернационал, всеки от които има право на 1 глас.

Председателят заедно със заместник-председателите и генералния секретар (избирани от конгреса), образуват Президиума, който е и ръководният орган на организацията. Секретариатът със седалище Лондон координира всички инициативи на СИ, организира събития и срещи, публикува прессъобщения и изготвя официалните становища по глобални събития.
Решението за изключване на партии и организации от СИ може да бъде взето само от Конгреса с мнозинство от две трети от партиите, които имат право на глас. Съветът взима всички необходими политически решения между заседанията на Конгреса, прави препоръки към Конгреса относно включването на нови членове, временното лишаване от права, изключването на членове, както и промените в устава. Съветът одобрява годишния бюджет, представен от комисията по финанси и управление.

## Председатели
- Морган Уолтър Филипс (1951 – 1957), Великобритания
- Алсинг Андерсен (1957 – 1963), Дания
- Ерик Оленхауер (1963), Западна Германия
- Бруно Питерман (1964 – 1976), Австрия
- Вили Бранд (1964 – 1976), З. Германия
- Пиер Мороа (1992 -1999), Франция
- Антонио Гутиереш (1999 – 2005), Португалия
- Георгиус Папандреу (от 2006), Гърция

## Генерални секретари
- Юлиус Браунтал, Австрия (1951 – 1956)
- Биарн Браатой, Норвегия (1956 – 1957)
- Алберт Кати, Великобритания (1957 – 1969)
- Ханс Яничек, Австрия (1969 – 1976)
- Бернт Карлсон, Швеция (1976 – 1983)
- Пенти Ваананен, Финландия (1983 – 1989)
- Луис Аяла, Чили (1989 – )

## Секторни комитети
С цел задълбочаване, разширяване и насърчаване на определени сфери на глобалната политика СИ създава определени комитети, които да отговарят за отделни дейности. Всеки комитет изготвя своя програма и дейности и заседава на определен период от време. Към настоящия момент те са:
- Комитет по икономическа политика
- Комитет по труда и националните ресурси
- Комитет по социална интеграция
- Комитет по глада, ХИВ/СПИН
- Комитет по разъоръжаването
- Комитет по местните власти
- Комитет по миграцията
- Комитет по мира

## Регионални комитети
Регионалните комитети определят и информират за работата на СИ в определените им сфери на дейност, подготвят национални и регионални перспективи по на общите политики. Регионални комитети:
- Африкански комитет
- Азиатски и тихоокеански комитет
- ОНД, кавказки и черноморски комитет
- Латиноамерикански и карибски комитет
- Средиземноморски комитет
- Близкоизточен комитет
- Югоизточно-европейски комитет

## Мисии и делегации
СИ периодично изпраща мисии и делегации в различни страни и региони, за да спомогне за насърчаване на мирното решаване на конфликти и за укрепването на демокрацията, включително чрез наблюдение на изборния процес. В последните години такива мисии са били изпращани в някои от „най-горещите“ точки на света като Близкия изток, Африка, Латинска Америка, Карибския басейн, Централна и Източна Европа.

## Консултативен статут към Организацията на обединените нации
Като неправителствена организация Социалистическия интернационал има консултативен статут (категория I) към Организацията на обединените нации и на международно равнище работи с голям брой други организации.

## Срещи на най-високо равнище
- Франкфурт 1951
- Милано 1952
- Стокхолм 1953
- Лондон 1955
- Виена 1957
- Хамбург 1959
- Рим 1961
- Амстердам 1963
- Брюксел 1964
- Стокхолм 1966
- Ийстбърн 1969
- Виена 1972
- Женева 1976
- Ванкувър 1978
- Мадрид 1980
- Албуфейра 1983
- Лима 1986
- Стокхолм 1989
- Берлин 1992
- Ню Йорк 1996
- Париж 1999
- Сао Паоло 2003
- Атина 2008
- Кейп Таун 2012

## Членове (2011)
- Австралия
  - Австралийска лейбъристка партия
- Австрия
  - Социалдемократическа партия на Австрия
- Албания
  - Социалдемократическа партия на Албания
  - Социалистическа партия на Албания
- Алжир
  - Фронт на социалистическите сили
- Ангола
  - Народно движение за освобождение на Ангола - Партия на труда
- Андора
  - Социалдемократическа партия
- Аржентина
  - Социалистическа партия (Аржентина)
  - Радикален граждански съюз
- Армения
  - Арменска революционна федерация
- Аруба
  - Народно изборно движение
- Барбадос
  - Барбадоска лейбъристка партия
- Белгия
  - Социалистическа партия - различни
  - Социалистическа партия (френскоезична Белгия)
- Бенин
  - Социалдемократическа партия (Бенин)
- Босна и Херцеговина
  - Съюз на независимите социалдемократи
  - Социалдемократическа партия на Босна и Херцеговина
- Бразилия
  - Демократична партия на труда
- Буркина Фасо
  - Партия за демокрация и прогрес / Социалистическа партия
- България
  - Български социалдемократи
  - Българска социалистическа партия
- Великобритания
  - Лейбъристка партия
- Венецуела
  - Демократично действие
  - Движение за социализъм
- Гана
  - Национален демократичен конгрес
- Гватемала
  - Национално обединение на надеждата
- Гвинея
  - Обединение на гвинейския народ
- Германия
  - Германска социалдемократическа партия
- Гърция
  - Общогръцко социалистическо движение
- Дания
  - Социалдемократи
- Доминиканска република
  - Доминиканска революционна партия
- Еквадор
  - Демократична левица
- Екваториална Гвинея
  - Обединение за социална демокрация
- Естония
  - Социалдемократическа партия
- Зимбабве
  - Движение за демократична промяна
- Израел
  - Израелска партия на труда
  - Ново движение - Мерец
- Ирак
  - Патриотичен съюз на Кюрдистан
- Ирландия
  - Лейбъристка партия
- Исландия
  - Обединение
- Испания
  - Испанска социалистическа работническа партия
- Италия
  - Италианска социалистическа партия
- Кабо Верде
  - Африканска партия за независимост на Кабо Верде
- Камерун
  - Социалдемократически фронт
- Канада
  - Нова демократическа партия
- Кипър
  - Движение за социална демокрация
- Колумбия
  - Колумбийска либерална партия
- Коста Рика
  - Партия на националното освобождение
- Кюрасао
  - Партия МАН
- Латвия
  - Латвийска социалдемократическа работническа партия
- Ливан
  - Прогресивна социалистическа партия
- Литва
  - Литовска социалдемократическа партия
- Люксембург
  - Люксембургска социалистическа работническа партия
- Мавритания
  - Обединение на демократичните сили
- Мавриций
  - Маврицийско борческо движение
  - Работническа партия
- Северна Македония
  - Социалдемократически съюз на Македония
- Малайзия
  - Партия на демократичното действие
- Мали
  - Алианс за демокрация в Мали - Африканска партия за солидарност и справедливост
  - Обединение за Мали
- Малта
  - Лейбъристка партия
- Мароко
  - Социалистически съюз на народните сили
- Мексико
  - Институционна революционна партия
  - Партия на демократичната революция
- Мозамбик
  - Фронт за освобождение на Мозамбик
- Молдова
  - Демократическа партия на Молдова
- Монголия
  - Монголска народна партия
- Намибия
  - Народна организация на Югозападна Африка
- Непал
  - Непалски конгрес
- Нигер
  - Нигерска партия за демокрация и социализъм
- Нидерландия
  - Партия на труда
- Никарагуа
  - Сандинистки фронт за национално освобождение
- Нова Зеландия
  - Новозеландска лейбъристка партия
- Норвегия
  - Работническа партия
- Пакистан
  - Пакистанска народна партия
- Палестинска автономия
  - Фатах
- Панама
  - Демократична революционна партия
- Парагвай
  - Партия за страна на солидарността
- Перу
  - Американски народен революционен алианс
- Полша
  - Съюз на демократичната левица
  - Съюз на труда
- Португалия
  - Социалистическа партия
- Пуерто Рико
  - Пуерториканска партия за независимост
- Румъния
  - Социалдемократическа партия
- Сан Марино
  - Партия на социалистите и демократите
- Северна Ирландия
  - Социалдемократическа и лейбъристка партия
- Сенегал
  - Социалистическа партия
- Словакия
  - Посока - социална демокрация
- Словения
  - Социални демократи
- САЩ
  - Демократични социалисти на Америка
- Сърбия
  - Демократическа партия
- Турция
  - Републиканска народна партия
- Унгария
  - Унгарска социалистическа партия
- Уругвай
  - Социалистическа партия на Уругвай
  - Ново пространство
- Финландия
  - Финландска социалдемократическа партия
- Франция
  - Социалистическа партия
- Хаити
  - Обединение на хаитянските социалдемократи
- Хърватия
  - Социалдемократическа партия на Хърватия
- Черна гора
  - Социалдемократическа партия на Черна гора
  - Демократическа партия на социалистите в Черна гора
- Чехия
  - Чешка социалдемократическа партия
- Чили
  - Социалистическа партия на Чили
  - Социалдемократическа радикална партия
  - Партия за демокрация
- Швейцария
  - Социалдемократическа партия на Швейцария
- Швеция
  - Шведска социалдемократическа работническа партия
- ЮАР
  - Африкански национален конгрес
- Ямайка
  - Народна национална партия
- Япония
  - Социалдемократическа партия